# Episodi di Code Geass: Lelouch of the Rebellion

Copertina del primo volume DVD dell'edizione italiana

Questa è la lista degli episodi di Code Geass: Lelouch of the Rebellion, serie televisiva anime creata dallo studio Sunrise, diretta da Gorō Taniguchi e scritta da Ichirō Ōkouchi. La serie si divide in due stagioni di 25 episodi ciascuna. La prima, Code Geass: Lelouch of the Rebellion (コードギアス 反逆のルルーシュ?, Kōdo Giasu - Hangyaku no Rurūshu), è stata trasmessa dal 6 ottobre 2006 al 29 luglio 2007 su MBS e in contemporanea su TBS concludendosi il 31 luglio. La seconda stagione, Code Geass: Lelouch of the Rebellion R2 (コードギアス 反逆のルルーシュR2?, Kōdo Giasu - Hangyaku no Rurūshu Āru Tsū) è andata in onda dal 6 aprile al 28 settembre 2008 su entrambe le reti.
Tra il 2009 e il 2010 la Dynit ha pubblicato in Italia entrambe le serie in formato DVD. Esse sono anche state trasmesse in TV sul canale digitale terrestre Rai 4, andando in onda ogni giovedì dal 24 settembre 2009 al 12 agosto 2010, con orario d'inizio variabile.
La prima stagione utilizza tre sigle di apertura: Colors dei Flow per gli episodi 1-12, Kaidoku funō (解読不能? lett. "Indecifrabile") dei Jinn per gli episodi 13-23 e Hitomi no tsubasa (瞳ノ翼? lett. "Le ali degli occhi") degli Access per gli episodi 24 e 25. Le sigle di chiusura sono Yūkyō seishunka (勇侠青春謳? lett. "Canzone della giovinezza cavalleresca") delle Ali Project per gli episodi 1-12 e Mosaic kakera (モザイクカケラ?, Mozaiku kakera, lett. "Frammenti di mosaico") dei SunSet Swish per gli episodi 13-25. Le opening della seconda stagione sono O2 (O2〜オー･ツー〜?, Ō Tsū) degli Orange Range per gli episodi 1-12 e World End dei Flow per gli episodi 13-25, mentre le ending sono Shiawase neiro (シアワセネイロ? lett. "Il timbro della felicità") degli Orange Range per gli episodi 1-12 e Waga rōtashi aku no hana (わが﨟たし悪の華? lett. "Il mio elegante fiore del male") delle Ali Project per gli episodi 13-25.

## Code Geass: Lelouch of the Rebellion
| Nº         | Titolo italiano Giapponese 「Kanji」 - Rōmaji | In onda          | In onda           |
| Nº         | Titolo italiano Giapponese 「Kanji」 - Rōmaji | Giapponese       | Italiano          |
| Stage 1    | Il giorno in cui nacque il demonio 「魔神が生まれた日」 - Majin ga umareta hi | 6 ottobre 2006   | 24 settembre 2009 |
| Stage 1    | Il 10 agosto del 2010 il Sacro Impero di Britannia invade il Giappone, e in meno di un mese distrugge il suo esercito e conquista la nazione grazie a potenti armi robot chiamate knightmare frame. La nazione perde la sua indipendenza, la sua dignità e il suo nome, venendo rinominata "Area 11", mentre gli abitanti ricevono l'appellativo di "eleven" e sono traslocati in appositi ghetti. Un piccolo Lelouch Lamperouge giura all'amico Suzaku Kururugi di vendicarsi sulla Britannia. Trascorsi sette anni, a Tokyo, Lelouch rimane coinvolto nel furto di un contenitore di gas tossico a opera di un gruppo terroristico giapponese in fuga dall'esercito britanno. Durante l'inseguimento Lelouch ritrova Suzaku, diventato nel frattempo soldato di Britannia. Il contenitore improvvisamente si apre e mostra una ragazza dai capelli verdi in camicia di forza. Preoccupato che il segreto militare possa trapelare all'esterno, il superiore di Suzaku ordina al ragazzo di uccidere Lelouch; quando questi si rifiuta, il superiore gli spara, mentre Lelouch riesce a fuggire portandosi dietro la ragazza. Intanto il governatore generale dell'Area 11, Clovis La Britannia, ordina all'esercito di radere al suolo il ghetto di Shinjuku. Lelouch viene circondato nuovamente dai militari, ma la ragazza si sacrifica per lui, donandogli prima di morire un potere chiamato Geass. Con esso Lelouch ordina ai soldati di suicidarsi, e questi obbediscono. |                  |                   |
| Stage 2    | Il risveglio del cavaliere bianco 「覚醒の白き騎士」 - Kakusei no shiroki kishi | 13 ottobre 2006  | 1º ottobre 2009   |
| Stage 2    | Lelouch viene trovato da Villetta Nu e interrogato a proposito dei soldati deceduti. Usando il Geass le intima di consegnargli il suo knightmare frame. Grazie alla radio raccolta durante la fuga, si mette poi in contatto con i terroristi, e, sotto la sua guida, i ribelli ottengono una serie di insperati successi. Viste le difficoltà, Clovis è costretto a schierare l'unità sperimentale Lancelot, costruita dal ricercatore Lloyd Asplund e pilotata da Suzaku, che ha resistito alla ferita riportata in precedenza ed è stato soccorso dallo stesso Lloyd e dalla sua assistente Cecile Croomy. La superiorità tecnica del knightmare frame e la sua abilità alla guida consentono a Suzaku di eliminare rapidamente il gruppo terroristico. I ribelli sono sul punto di essere uccisi dall'esercito britanno, quando un comando di Clovis mette fine alle ostilità. Lelouch è infatti riuscito a infiltrarsi nel quartier generale del sovrano e lo minaccia con una pistola, presentandosi come suo fratellastro, Lelouch Vi Britannia, creduto morto da anni da tutta la famiglia imperiale. |                  |                   |
| Stage 3    | Un'infiltrata in classe 「偽りのクラスメイト」 - Itsuwari no kurasumeito | 20 ottobre 2006  | 8 ottobre 2009    |
| Stage 3    | Lelouch interroga Clovis sull'attentato che ha causato la morte della madre Marianne e la cecità della sorella Nunnally, che ritiene essere stato un complotto ordito all'interno della stessa famiglia reale, e poi lo uccide. L'indomani all'Istituto Ashford, Lelouch scopre grazie all'uso del Geass che la sua compagna di classe Kallen Kozuki è un membro della cellula terroristica di Shinjuku, ma un nuovo utilizzo del potere finisce per insospettire la ragazza. Da alcuni esperimenti sul Geass, Lelouch capisce che il potere di eseguire i suoi ordini non può essere adoperato due volte sulla stessa persona. Convinta che Lelouch possa essere il misterioso leader che ha guidato i terroristi il giorno prima a Shinjuku, Kallen lo affronta, ma tramite una telefonata preregistrara Lelouch riesce a sviare i sospetti su di lui. Intanto all'interno del regime britanno dell'Area 11 nascono dei dissidi in cui finisce per prevalere la fazione dei Puristi, guidata da Jeremiah Gottwald, il quale fa arrestare Suzaku per la morte del principe Clovis. |                  |                   |
| Stage 4    | Il suo nome è Zero 「その名はゼロ」 - Sono na wa Zero | 27 ottobre 2006  | 15 ottobre 2009   |
| Stage 4    | Nonostante la presunta innocenza di Suzaku, Jeremiah e la fazione dei Puristi sono intenzionati a fare di lui un capro espiatorio per abbattere il sistema dei britanni onorari, ovvero quei cittadini giapponesi che servono nell'esercito britanno in cambio di alcuni diritti speciali. A tal fine pianificano di rendere il processo un'esecuzione pubblica. Per salvare l'amico, Lelouch si crea una controparte mascherata, "Zero", e si presenta alla cellula terroristica di Shinjuku per ottenerne il supporto nella lotta contro la Britannia. Con l'aiuto di Kallen e Kaname Ōgi, Zero irrompe sul luogo del processo pubblico e usa il Geass su Jeremiah per costringerlo a liberare Suzaku e a farli scappare, un evento che diverrà noto come scandalo Orange. In seguito Zero cerca di convincere Suzaku a unirsi a lui per combattere insieme la Britannia, ma il ragazzo non condivide i metodi violenti del ribelle mascherato e dichiara di voler cambiare la Britannia gradualmente e pacificamente dall'interno; quindi, affermando di voler rispettare la giustizia, si reca al processo. |                  |                   |
| Stage 5    | La principessa e la strega 「皇女と魔女」 - Kōjo to majo | 3 novembre 2006  | 22 ottobre 2009   |
| Stage 5    | La ragazza dai capelli verdi si presenta viva e vegeta a casa di Lelouch, afferma di chiamarsi C.C. e di voler restare al fianco del ragazzo come sua alleata, dal momento che deve ancora nascondersi dai britanni e vuole vedere il suo patto con Lelouch rispettato. Nel frattempo, dopo le dichiarazioni di Zero sull'omicidio di Clovis, Suzaku viene assolto e si imbatte casualmente in Euphie, una giovane britanna appena giunta in Giappone. La ragazza gli chiede di farle visitare la città, incluso il ghetto di Shinjuku. Qui i due assistono a un regolamento di conti interno alla fazione dei Puristi, in cui Jeremiah Gottwald, screditato per come ha gestito i fatti dello scandalo Orange, sta per essere giustiziato dai suoi stessi compagni, ma Euphie, rivelando di essere la principessa britanna Euphemia Li Britannia, interviene a fermare lo scontro. Mentre Euphemia e sua sorella maggiore Cornelia occupano il ruolo di nuove governatrici generali dell'Area 11, Suzaku si trasferisce come nuovo studente nell'Istituto Ashford. |                  |                   |
| Stage 6    | Il furto della maschera 「奪われた仮面」 - Ubawareta kamen | 10 novembre 2006 | 29 ottobre 2009   |
| Stage 6    | All'Istituto Ashford Lelouch e Suzaku si ritrovano da amici, chiarendo gli avvenimenti successivi al loro incontro a Shinjuku. Nella scuola britanna, tuttavia, Suzaku deve subire pregiudizi e vessazioni per il suo status di eleven. Un giorno un gatto randagio entra nell'appartamento di Lelouch e ruba la sua maschera di Zero. Mentre il ragazzo cerca in tutti i modi di acchiappare l'animale e recuperare l'oggetto compromettente, Milly Ashford, la presidentessa del consiglio studentesco, apprende della notizia, e, credendo si tratti di qualcosa di imbarazzante da usare contro Lelouch, offre una ricompensa allo studente che acciufferà per primo il gatto, spingendo l'intera scuola a prendere parte all'inseguimento. Prima che Suzaku possa raggiungere il gatto sul tetto, Lelouch scivola e rischia di cadere, spingendo l'amico a salvarlo. Lelouch ha così modo di recuperare indisturbato la maschera, mentre il gesto eroico di Suzaku fa sì che venga accettato da molti suoi compagni. In seguito gli studenti prendono parte a un'assemblea, in cui Charles Zi Britannia, imperatore e padre di Lelouch, tiene un discorso durante il funerale di Clovis. |                  |                   |
| Stage 7    | Fuoco su Cornelia 「コーネリアを撃て」 - Kōneria o ute | 17 novembre 2006 | 5 novembre 2009   |
| Stage 7    | Lelouch identifica il padre Charles come il suo nemico principale, da quando anni prima era rimasto impassibile di fronte alla morte della madre del giovane e aveva poi esilitato lui e la sorella Nunnally in Giappone per usarli come pedine politiche. Durante il rastrellamento del ghetto di Saitama, Cornelia lancia la sfida a Zero per farlo uscire allo scoperto. Nonostante C.C. cerchi di dissuaderlo, Lelouch accetta, si infiltra in un knightmare frame nemico e si mette in contatto con il nucleo dei ribelli per coordinare le loro azioni di guerriglia. Però, a causa dell'indisciplina dei terroristi, e dell'organizzazione e della forza dell'esercito britanno guidato da Cornelia, la controffensiva di Lelouch fallisce e rischia anche di venire smascherato, quando C.C. si presenta sul posto travestita da Zero e attira l'attenzione dell'esercito su di lei. Mentre si dà alla fuga, Lelouch comprende di aver bisogno di un'armata meglio organizzata per poter prevalere su Cornelia. |                  |                   |
| Stage 8    | L'Ordine dei Cavalieri Neri 「黒の騎士団」 - Kuro no Kishi Dan | 24 novembre 2006 | 12 novembre 2009  |
| Stage 8    | Mentre Zero invita il gruppo di Ōgi a prendere possesso della loro nuova base segreta, la maggiore fazione di resistenza giapponese, il Fronte di Liberazione del Giappone, occupa un centro convegni britanno nei pressi del Lago Kawaguchi prendendo in ostaggio tutti i suoi occupanti. Tra di essi figurano anche tre compagne di scuola di Lelouch del consiglio studentesco e la principessa Euphemia in borghese. Per questo Cornelia si trova impossibilitata a intervenire, pur non intendendo scendere a patti con i terroristi. Zero coglie quindi l'occasione per organizzare insieme al gruppo di Ōgi una missione di soccorso. Mentre Suzaku a bordo del Lancelot riesce a superare le difese del Fronte di Liberazione, e a distruggere le fondamenta del centro convegni facendolo affondare nel lago, Zero usa il Geass per uccidere i terroristi nell'edificio e prendersi il merito della liberazione degli ostaggi. Tramite un annuncio televisivo pubblico, Zero rende nota l'istituzione dell'Ordine dei Cavalieri Neri, un gruppo di paladini della giustizia che intende proteggere i deboli dagli oppressori. |                  |                   |
| Stage 8.5  | Le tracce della maschera 「仮面の軌跡」 - Kamen no kiseki | 1º dicembre 2006 | Non trasmesso     |
| Stage 8.5  | Lelouch riassume gli eventi mostrati nelle prime otto puntate. |                  |                   |
| Stage 9    | Refrain 「リフレイン」 - Rifurein | 8 dicembre 2006  | 19 novembre 2009  |
| Stage 9    | I Cavalieri Neri iniziano a operare per contrastare la attività criminali sul suolo giapponese, e in breve tempo raccolgono sempre più consensi e sostenitori tra gli eleven. Intanto si esplora la vita privata di Kallen, che vive sotto lo stesso tetto con il padre e la madre adottiva britanni e con sua madre naturale giapponese, la quale si umilia a lavorare come domestica per la famiglia. Quest'apparente mancanza di orgoglio della madre fa soffrire e infuriare Kallen. Una sera i Cavalieri Neri prendono d'assalto un centro di produzione di refrain, una droga illegale che dà la temporanea illusione di vivere nel passato e che pertanto trova larga diffusione tra gli eleven oppressi. Durante l'operazione Kallen scopre che la madre fa uso della droga e comprende che ha deciso di umiliarsi a domestica solo per stare al fianco della figlia. Mentre la donna viene medicata per riprendersi dagli effetti collaterali del refrain, Kallen le promette che quando si sarà ripresa il mondo sarà cambiato. |                  |                   |
| Stage 10   | La danza del Guren 「紅蓮舞う」 - Guren mau | 15 dicembre 2006 | 26 novembre 2009  |
| Stage 10   | I sostenitori e la popolarità dei Cavalieri Neri continuano ad aumentare, tanto che il gruppo ottiene un rifornimento di knightmare frame di fabbricazione giapponese, oltre a un knightmare frame di settima generazione, il Guren Mk-II, affidato a Kallen. Appreso che Cornelia e l'esercito britanno si stanno preparando ad assaltare il quartier generale con le ultime frange del Fronte di Liberazione del Giappone a Narita, Zero si dirige sul posto per cercare di catturare Cornelia. Di fronte all'enorme superiorità numerica del nemico e alla mancanza di vie di fuga, i Cavalieri Neri iniziano a dubitare delle reali capacità di Zero, ma egli riafferma infine la sua leadership rivelando di avere un piano. Mentre l'esercito britanno pressa senza tregua i ribelli asserragliati sul monte, i Cavalieri Neri generano una frana che sbaraglia gran parte delle forze nemiche. Jeremiah Gottwald, degradato dopo lo scandalo Orange, scende in campo per cercare di riabilitare il suo nome, ma viene rapidamente sconfitto e ferito dal Guren. |                  |                   |
| Stage 11   | Scontro a Narita 「ナリタ攻防戦」 - Narita kōbōsen | 22 dicembre 2006 | 3 dicembre 2009   |
| Stage 11   | La frana divide le rimanenti forze britanne, le quali vengono colte in un attacco a tenaglia da parte dei Cavalieri Neri e delle Quattro Spade Sacre, le unità d'élite del Fronte di Liberazione guidate da Kyōshirō Tōdō. Cornelia viene circondata dai nemici, ma è salvata in extremis dal Lancelot, fatto intervenire da Euphemia, rimasta a valle. Conscio di non avere più il vantaggio che lo può portare a una rapida vittoria, Lelouch decide di far ritirare i propri uomini. Nel mentre viene diviso dal resto del gruppo e disarcionato dal Lancelot; ma quando è sul punto di catturarlo, Suzaku indugia, ricordando che Zero gli aveva salvato la vita. Interviene allora C.C. che tramite una connessione mentale proietta nella testa di Suzaku delle immagini sconcertanti per distrarlo. Con il Lancelot fuori controllo, Zero e C.C. trovano riparo in una grotta, dove Lelouch scopre parte del passato e dell'identità della strega, e dove rinnovano la loro alleanza. Mentre anche l'esercito britanno si ritira, i due vengono recuperati da Kallen e si ricongiungono all'Ordine dei Cavalieri Neri. |                  |                   |
| Stage 12   | Un messaggero da Kyoto 「キョウトからの使者」 - Kyōto kara no shisha | 5 gennaio 2007   | 10 dicembre 2009  |
| Stage 12   | In seguito al successo riportato a Narita, Zero e l'Ordine dei Cavalieri Neri ricevono l'invito a incontrare personalmente il gruppo di Kyoto, ovvero l'organizzazione segreta che sovvenziona e coordina le attività delle varie cellule terroristiche sul territorio giapponese. Durante l'udienza Zero dimostra tutta la sua abilità, tenendo nascosta la sua vera identità ai compagni e rivelandola solo al capo del gruppo di Kyoto, Taizō Kirihara. L'uomo riconosce in Lelouch il principe britanno giunto in Giappone anni prima, e, rassicurato dall'odio del giovane per la Britannia, si convince a mantenere il suo segreto e a sostenere l'Ordine dei Cavalieri Neri. Intanto Shirley Fenette si decide a rivelare i suoi sentimenti per Lelouch e lo invita a un concerto. Quando però i due si incontrano la sera, Shirley è profondamente scossa per aver appreso della morte del padre, causata indirettamente dalle azioni di Zero a Narita, e, scoppiando a piangere, cerca conforto in Lelouch, ignorando che sia proprio lui Zero. |                  |                   |
| Stage 13   | Nel mirino di Shirley 「シャーリーと銃口」 - Shārī to jūkō | 12 gennaio 2007  | 17 dicembre 2009  |
| Stage 13   | In seguito alla morte del padre di Shirley la risolutezza di Lelouch e Kallen inizia a vacillare, ma infine si decidono a continuare la lotta a sprezzo dei sacrifici. Nutrendo dei sospetti su Lelouch fin dall'incidente di Shinjuku, Villetta Nu suggerisce a Shirley che il ragazzo possa far parte dell'Ordine dei Cavalieri Neri e la convince a pedinarlo per scoprirne di più. Da una soffiata di Diethard Ried l'Ordine apprende di un'operazione dell'esercito britanno volta a sconfiggere definitivamente il Fronte di Liberazione del Giappone. Zero interviene, e, tramite una carica esplosiva nascosta, fa saltare in aria la nave del Fronte, uccidendo tutti i soldati giapponesi e britanni a bordo, e facendolo passare per un sacrificio operato dallo stesso Fronte. I Cavalieri Neri cercano quindi di sfruttare l'elemento sorpresa, ma Suzaku a bordo del Lancelot intralcia nuovamente i piani di Zero, gli impedisce di catturare Cornelia e lo costringe a espellersi dal suo knightmare frame distrutto. Zero si schianta proprio vicino a Shirley, la quale si prepara a ucciderlo, ma esita quando la maschera del giovane cade permettendole di riconoscere la sua vera identità. |                  |                   |
| Stage 14   | Geass contro Geass 「ギアス対ギアス」 - Giasu tai Giasu | 19 gennaio 2007  | 17 dicembre 2009  |
| Stage 14   | Shirley viene raggiunta da Villetta, la quale riconosce la vera identità di Zero; ma prima che possa consegnarlo alle autorità, Shirley le spara in una sorta di auto-difesa. Lelouch si risveglia da solo, ma intuisce che qualcuno possa aver visto il suo volto mentre era svenuto. I suoi sospetti ricadono infine su Shirley, e lui e C.C. la seguono a Narita. Qui Mao, un giovane dotato di un Geass che gli permette di leggere il pensiero altrui e con un trascorso con C.C., gioca sull'insicurezza di Shirley e la convince a sparare al suo amato. All'ultimo la ragazza ha però un ripensamento e prima che possa essere Mao a finire Lelouch, C.C. lo allontana. Rimasto solo con Shirley, lacerata dal dolore e dal senso di colpa, Lelouch decide di usare il suo Geass per cancellarle il suo ricordo di lui, così da non farla soffrire ulteriormente. Nel frattempo Ōgi perlustra il campo di battaglia della seria prima e scopre tra le macerie Villetta, ferita ma ancora viva. |                  |                   |
| Stage 15   | Gli applausi di Mao 「喝采のマオ」 - Kassai no Mao | 26 gennaio 2007  | 24 dicembre 2009  |
| Stage 15   | Ōgi soccorre Villetta e, dopo averla medicata, scopre che la donna ha perso la memoria. Intanto Lelouch inventa una scusa con i suoi compagni di classe per giustificare il fatto che Shirley non lo riconosca più, e chiede loro di stare al gioco. C.C. rivela il suo passato con Mao, di essere stata lei a donargli il Geass, ma che la solitudine e il peso del potere lo avevano lentamente condotto alla pazzia. Preoccupato che Mao possa denunciarlo alla polizia o fare del male a Nunnally, Lelouch si sforza di scovarlo, ricorrendo anche ai Cavalieri Neri, ma senza risultato. Alla fine è proprio C.C. che afferma di volersi occupare personalmente di Mao; questi però, a causa del suo attaccamento morboso alla strega, la immobilizza e minaccia di volerla ridurre a brandelli per poterla portare con sé. Sfruttando il proprio acume e il Geass, Lelouch distrae Mao e lo fa circondare dalla polizia britanna, la quale lo fucila. Portata in salvo C.C., il giovane le promette che farà di tutto per non cadere vittima del suo potere e per rispettare il patto che li lega. |                  |                   |
| Stage 16   | Il rapimento di Nunnally 「囚われのナナリー」 - Toraware no Nanarī | 2 febbraio 2007  | 24 dicembre 2009  |
| Stage 16   | C.C. si reca come ambasciatrice per conto di Zero presso la Federazione Cinese e Milly Ashford ha un incontro matrimoniale con il conte Lloyd Asplund. Approfittando dell'assenza della strega, Mao, che è riuscito a sopravvivere alla fucilazione grazie alla scienza medica britanna, rapisce Nunnally per farla pagare a Lelouch. Quest'ultimo, per affrontarlo, arriva a utilizzare il Geass su se stesso, convincendosi di non sapere nulla sulla sorte della sorella, e mentre lui distrae Mao, è Suzaku a salvare Nunnally, seguendo le direttive impartitegli in precedenza da Lelouch e sfruttando le sue superiori abilità fisiche per disinnescare la bomba che la minaccia. Con Mao definitivamente sconfitto, Suzaku si prepara ad arrestarlo, ma prima di poterlo fare Mao rivela che Suzaku uccise suo padre, il primo ministro del Giappone, durante l'invasione britanna dell'arcipelago. Mao tenta di scappare ma è infine ucciso dalla stessa C.C., ritornata dalla sua missione. |                  |                   |
| Stage 17   | Cavaliere 「騎士」 - Kishi | 9 febbraio 2007  | 7 gennaio 2010    |
| Stage 17   | Nunnally si è ripresa dallo spavento del rapimento e Lelouch spera di far diventare Suzaku il protettore personale della sorellina. Sebbene l'ambasciata di C.C. non abbia avuto l'esito sperato, l'Ordine dei Cavalieri Neri incontra e ottiene l'appoggio diretto di Rakshata Chawla, la scienziata che collabora con il gruppo di Kyoto e responsabile della costruzione del Guren. I nuovi knightmare frame di Rakshata sono subito messi alla prova in un'operazione per liberare Tōdō, il quale è stato catturato dai britanni e sta per essere giustiziato. La missione ha successo e Zero convince Tōdō e i suoi uomini a unirsi all'Ordine. Interviene allora il Lancelot, ma Zero riesce a prevederne i movimenti e a contrastarlo; quando però la cabina di pilotaggio del knightmare frame nemico viene scoperchiata, è sconvolto nel trovarsi di fronte Suzaku e ordina la ritirata proprio mentre sopraggiungono i rinforzi britanni. Commentando la diretta televisiva, i giornalisti britanni mettono in dubbio il valore di Suzaku e la sua nazionalità, ma Euphemia annuncia di volerlo nominare suo cavaliere personale. |                  |                   |
| Stage 17.5 | La verità sulla maschera 「仮面の真実」 - Kamen no shinjitsu | 16 febbraio 2007 | Non trasmesso     |
| Stage 17.5 | Lelouch riepiloga la storia della sua amicizia con Suzaku e riafferma i suoi obiettivi. |                  |                   |
| Stage 18   | Un ordine per Suzaku Kururugi 「枢木スザクに命じる」 - Kururugi Suzaku ni meijiru | 23 febbraio 2007 | 14 gennaio 2010   |
| Stage 18   | Mentre Euphemia nomina Suzaku suo cavaliere, Zero formalizza gli incarichi all'interno dell'Ordine dei Cavalieri Neri, mettendo in posizioni di responsabilità Ōgi, Kallen, Tōdō, Rakshata e Diethard. Proprio quest'ultimo suggerisce di assassinare Suzaku, in modo da togliere di mezzo un possibile esempio per gli eleven che intendono collaborare coi britanni, ma Zero rigetta l'idea affermando di avere altri piani per lui. Monta quindi un'operazione per catturare Suzaku e il Lancelot presso la base militare britanna dell'isola di Shikinejima, dove Euphemia si è recata per incontrare un nobile dalla madrepatria. Grazie a un'apparecchiatura di Rakshata i Cavalieri Neri riescono a intrappolare il Lancelot, ma Suzaku ribalta la situazione prendendo in ostaggio Zero. A quel punto interviene Schneizel El Britannia, che ordina alla sua corazzata volante Avalon di bombardare le postazioni nemiche, intendendo sacrificare Suzaku per uccidere Zero. Messo alle strette, Lelouch usa il suo Geass sull'amico per intimargli di sopravvivere. |                  |                   |
| Stage 19   | L'isola degli dei 「神の島」 - Kami no shima | 2 marzo 2007     | 21 gennaio 2010   |
| Stage 19   | In seguito al bombardamento da parte della Avalon, Lelouch, Suzaku, Euphemia e Kallen si ritrovano inspiegabilmente sulla remota isola di Kaminejima. Suzaku si imbatte in Kallen e scopre che la ragazza fa parte dell'Ordine dei Cavalieri Neri, mentre Euphemia incontra Zero e conferma i suoi sospetti che si tratta di suo fratello Lelouch, promettendo però di mantenere il segreto. Mentre i Cavalieri Neri decidono di rimanere nei paraggi per tentare di ritrovare il loro leader nonostante la massiccia presenza britanna, Schneizel e Lloyd visitano delle antiche rovine sull'isola. Quando Lelouch si avvicina al sito lo attiva involontariamente tramite il Geass, e lui, Suzaku, Euphemia e Kallen precipitano nelle rovine; dopo un breve scontro, Lelouch e Kallen rubano il prototipo di knightmare frame Gawain per fuggire. Suzaku viene arrestato per insubordinazione per aver in precedenza anteposto la sua vita alla cattura di Zero a causa degli effetti del Geass. Nel mentre, il governo giapponese in esilio, supportato dalla Federazione Cinese, lancia un'invasione dell'Area 11 a Kyūshū. |                  |                   |
| Stage 20   | Il conflitto di Kyushu 「キュウシュウ戦役」 - Kyūshū sen'eki | 9 marzo 2007     | 28 gennaio 2010   |
| Stage 20   | Per via dell'accusa di insubordinazione Suzaku preferisce dimettersi dall'incarico di cavaliere di Euphemia, ma viene comunque schierato in combattimento dall'esercito britanno in un'azione suicida per perforare frontalmente le postazioni che i giapponesi hanno catturato a Kyūshū. Zero comunica all'Ordine dei Cavalieri Neri che non intende supportare l'iniziativa del governo in esilio, ma di puntare piuttosto a creare una nazione indipendente proprio a Tokyo. Per rafforzare la propria immagine di paladino della giustizia, però, interviene sul campo di battaglia di Kyūshū insieme a C.C. e al Gawain, salva Suzaku rimettendo in funzione in Lancelot dopo che le sue batterie si erano esaurite, e collabora con lui a sconfiggere e catturare il nemico. In seguito allo scontro, Euphemia dichiara i propri sentimenti di amore per Suzaku e lo riabilita come suo cavaliere personale. |                  |                   |
| Stage 21   | Annuncio al festival scolastico 「学園祭宣言!」 - Gakuen-sai sengen! | 16 marzo 2007    | 4 febbraio 2010   |
| Stage 21   | All'Istituto Ashford si tiene l'annuale festival scolastico, che richiama britanni, eleven e giornalisti. Lelouch è costretto a destreggiarsi tra i suoi impegni come rappresentante del consiglio studentesto e i preparativi per il colpo di Stato dei Cavalieri Neri. Kallen teme che Suzaku possa rivelare a tutti il suo coinvolgimento coi terroristi, ma il ragazzo la rassicura dicendole che intende mantenere il segreto e provare a convincerla gradualmente a cambiare fazione. Intanto anche Euphemia, C.C., Ōgi e Villetta si recano separatamente al festival, dove una serie di situazioni rischia di farli incontrare e di rivelare le loro identità. Quando la presenza della principessa Euphemia viene resa pubblica, scoppia un delirio e viene presa d'assalto dai giornalisti. Euphemia annuncia quindi il suo piano per istituire nella zona del Fuji una regione ad amministrazione speciale del Giappone, in cui i giapponesi possano autodeterminarsi e vivere liberi dalle restrizioni imposte dalla Britannia, ed estende a Zero l'invito a collaborare con lei. Spiazzato, Lelouch teme che questo piano sia troppo ingenuo e rischi di compromettere tutto quello per cui ha lottato fino a quel punto. |                  |                   |
| Stage 22   | Euphie sporca di sangue 「血染めのユフィ」 - Chizome no Yufi | 23 marzo 2007    | 11 febbraio 2010  |
| Stage 22   | La regione ad amministrazione speciale del Giappone guadagna rapidamente sostenitori tra gli eleven, che vi intravedono la possibilità di un futuro migliore, e all'interno dell'amministrazione britanna, che spera così di isolare i movimenti armati di resistenza nell'Area 11. Zero è deciso a non abbandonare la lotta armata e il suo desiderio di vendetta, e pianifica quindi di ordinare a Euphemia di sparargli di fronte alla folla durante la cerimonia di inaugurazione della zona speciale, in modo da far fallire il progetto; alla fine però, persuaso dalle buone intenzioni della principessa, si dichiara sconfitto e accetta di cessare le ostilità. All'improvviso il suo Geass diventa permanente e le impartisce involontariamente l'ordine di uccidere tutti i giapponesi. Mentre le truppe britanne si abbandonano al massacro dei civili giapponesi presenti, Lelouch, pur dandosi la colpa per quanto accaduto, decide di sfruttare l'opportunità per dichiarare l'evento una trappola e ordina ai suoi uomini di intervenire per proteggere i giapponesi e uccidere Euphemia. |                  |                   |
| Stage 23   | Almeno con tristezza 「せめて哀しみとともに」 - Semete kanashimi to tomo ni | 30 marzo 2007    | 18 febbraio 2010  |
| Stage 23   | Dopo aver individuato Euphemia, Lelouch le spara ferendola mortalmente. Suzaku assiste alla scena e si precipita sul posto per portare la giovane sulla Avalon così che possa essere medicata, ma nonostante gli sforzi dei medici, la principessa soccombe alle sue ferite; mentre Suzaku la compiange, si presenta V.V., un bambino con lo stesso potere di C.C. che gli svela l'esistenza del Geass e il motivo per il quale Euphemia ha ordinato il massacro. Seppur profondamente scosso per quanto accaduto, Lelouch si convince che per proseguire nella strada che ha tracciato deve abbandonare del tutto la propria umanità, addossandosi qualsiasi colpa nella speranza di espiare prima o poi i suoi peccati. Inesorabile, Zero annuncia quindi la sua intenzione di rovesciare il governo britanno dell'Area 11 e creare una nuova nazione chiamata gli Stati Uniti del Giappone. In breve tempo in tutto il Paese scoppiano insurrezioni e rivolte, e un gran numero di rivoltosi si unisce ai Cavalieri Neri nella loro marcia verso gli insediamenti britanni di Tokyo. |                  |                   |
| Stage 24   | Lo stage della caduta 「崩落のステージ」 - Hōraku no sutēji | 29 luglio 2007   | 25 febbraio 2010  |
| Stage 24   | I ribelli sfruttano la loro superiorità numerica e la leadership di Zero per infliggere pesanti perdite alle forze britanne, che sono costrette a indietreggiare verso il palazzo governativo in attesa di rinforzi. Su richiesta di Zero, che intende così proteggere Nunnally, i Cavalieri Neri istituiscono il loro quartier generale nell'Istituto Ashford. Accecato dall'odio per la morte di Euphemia, Suzaku si getta nello scontro con Zero, ma cade nuovamente nella trappola tesagli dal suo avversario e rimane immobilizzato a bordo del Lancelot. Zero può così affrontare Cornelia, ritorcendole contro il suo più fedele servitore Andreas Darlton tramite il Geass per colpirla alle spalle. Nei tumulti, Villetta riacquista la memoria e spara a Ōgi. Intanto Nunnally, rimasta da sola, riceve la visita di V.V., il quale la rapisce. |                  |                   |
| Stage 25   | Zero 「ゼロ」 - Zero | 29 luglio 2007   | 25 febbraio 2010  |
| Stage 25   | Lelouch sconfigge Cornelia e usa il Geass su di lei, ma con suo disappunto neanche la sorellastra conosce l'identità dell'assassino di Marianne. Quando sta per catturarla, C.C. lo avverte che Nunnally è stata rapita e portata sull'isola di Kaminejima, e per questo Zero abbandona il campo di battaglia, lasciando l'Ordine dei Cavalieri Neri allo sbando. Al suo inseguimento si mettono Suzaku, Kallen e Jeremiah Gottwald, ora ridotto a un ibrido umano-macchina a causa degli esperimenti condotti su di lui dagli scienziati britanni. A Kaminejima il Gawain viene attaccato proprio da quest'ultimo a bordo del giga fortress Siegfried, e C.C. rimane indietro per affrontarlo e permettere a Lelouch di addentrarsi nell'isola per salvare la sorella. Qui viene raggiunto da Suzaku e Kallen. Suzaku gli spara alla maschera, rivelando la sua vera identità. Lelouch supplica l'amico di aiutarlo a salvare Nunnally, ma viene respinto seccamente; i due quindi si sparano a vicenda. |                  |                   |

## Code Geass: Lelouch of the Rebellion R2
| Nº      | Titolo italiano Giapponese 「Kanji」 - Rōmaji | In onda           | In onda        |
| Nº      | Titolo italiano Giapponese 「Kanji」 - Rōmaji | Giapponese        | Italiano       |
| Turn 1  | Il giorno in cui si risvegliò il demonio 「魔神が目覚める日」 - Majin ga mezameru hi | 6 aprile 2008     | 4 marzo 2010   |
| Turn 1  | Un anno dopo la fallita Black Rebellion, gran parte dei Cavalieri Neri sono stati uccisi o catturati e l'Area 11 è nuovamente pacificata sotto il dominio della Britannia. Lelouch Lamperouge è uscito sconfitto dallo scontro su Kaminejima contro Suzaku Kururugi, e suo padre, l'imperatore Charles Zi Britannia, ha usato il proprio Geass per cancellargli la memoria e sostituirla con dei falsi ricordi; da allora il giovane si ritrova a condurre una normale esistenza da studente insieme al fratello Rolo ma sotto la costante sorveglianza di Villetta Nu e di altri agenti britanni. Durante una visita dei due fratelli alla Babel Tower, l'ultima cellula dei Cavalieri Neri, guidata da C.C. e Kallen Kozuki, assalta l'edificio per recuperare Lelouch e farlo tornare alla guida dei ribelli. La torre viene immediatamente circondata dall'esercito britanno, ma C.C. riesce a far recuperare all'ultimo momento la memoria a Lelouch; riottenuto l'uso del Geass, il ragazzo stermina i soldati nemici e si riappropria della sua identità mascherata di Zero. Intanto Suzaku è stato eletto nel prestigioso circolo dei Knight of Rounds, grazie al merito di aver catturato Zero. |                   |                |
| Turn 2  | Piano per l'indipendenza del Giappone 「日本独立計画」 - Nippon dokuritsu keikaku | 13 aprile 2008    | 11 marzo 2010  |
| Turn 2  | Lelouch si ripromette di trovare la persona che ha dato il Geass all'imperatore e di riunirsi alla sorellina Nunnally. Dopo essersi chiarito con Kallen, la quale continua a concedergli fiducia, il ragazzo prende il comando dei Cavalieri Neri per contrattaccare le forze britanne. Tuttavia l'elevato numero di rinforzi nemici e un nuovo modello di knightmare frame, il Vincent, pilotato dallo stesso Rolo e che sembra avere l'abilità di teletrasportarsi per brevi tratti, li mettono in seria difficoltà. Kōsetsu Urabe, una delle Quattro Spade Sacre, si sacrifica per salvare Zero. All'ultimo i ribelli fanno crollare la torre, distruggendo e uccidendo gran parte delle forze nemiche nello schianto e sfruttando i resti dell'edificio come un ponte per raggiungere l'ambasciata della Federazione Cinese, dove ottengono asilo politico. Da qui Zero annuncia al mondo intero il suo ritorno e la sua intenzione di continuare a combattere l'ingiustizia rappresentata dall'Impero di Britannia e di voler reinstaurare gli Stati Uniti del Giappone. |                   |                |
| Turn 3  | La presa dell'istituto scolastico 「囚われの学園」 - Toraware no gakuen | 20 aprile 2008    | 18 marzo 2010  |
| Turn 3  | Convinto che Nunnally sia tenuta in ostaggio dall'imperatore Charles e che rivelare di aver riacquistato la memoria possa quindi metterla in pericolo, Lelouch fa in modo di ritornare all'Istituto Ashford durante il discorso pubblico di Zero, impersonato nell'occasione da C.C., fingendo di non essere coinvolto nel suo ritorno. Intanto si rende conto che anche i suoi compagni del consiglio studentesco hanno perso il ricordo di Nunnally e che Nina Einstein ha lasciato la scuola per fare la ricercatrice nella madrepatria. Qualche giorno dopo Gilbert G. P. Guilford, che ha assunto le funzioni di governatore dell'Area 11, lancia un ultimatum a Zero, intimandogli di consegnarsi pena l'esecuzione dei Cavalieri Neri ancora prigionieri. Lelouch escogita allora un piano per eludere la divisione speciale che lo sorveglia costantemente e per togliere di mezzo il suo falso fratello Rolo, in realtà un agente imperiale sotto copertura con l'incarico di tenerlo d'occhio e di ucciderlo nel caso avesse riacquistato la memoria; ma Rolo utilizza il potere del suo Geass per fermare il tempo e catturare Lelouch. |                   |                |
| Turn 4  | Il patibolo del contrattacco 「逆襲の処刑台」 - Gyakushū no shokeidai | 27 aprile 2008    | 25 marzo 2010  |
| Turn 4  | Lelouch deduce il funzionamento e i limiti del Geass di Rolo e lo convince a risparmiarlo in cambio della promessa di consegnargli C.C., guadagnandosi così un po' di tempo per agire. Nel frattempo Li Xingke approfitta dell'alleanza con Zero per disfarsi del console corrotto e prendere il comando dell'ambasciata della Federazione Cinese. Allo scadere dell'ultimatum, Guilford si accinge a giustiziare i Cavalieri Neri prigionieri, ma Zero interviene sfruttando a suo vantaggio il Geass e l'architettura degli insediamenti britanni per far crollare la zona del patibolo, facendo precipitare gli ostaggi nel territorio dell'ambasciata cinese, dove non possono essere perseguitati dalla Britannia. Mentre i Cavalieri Neri liberano i loro compagni, Rolo attacca Lelouch con l'intento di ucciderlo per averlo ingannato. Lelouch tuttavia architetta un modo per fingere di salvargli la vita e, sfruttando l'affetto che Rolo ha sviluppato nei suoi confronti nell'anno trascorso come fratelli, lo convince a passare dalla sua parte. |                   |                |
| Turn 5  | Knight of Rounds 「ナイトオブラウンズ」 - Naito obu Raunzu | 4 maggio 2008     | 1º aprile 2010 |
| Turn 5  | Zero ottiene l'approvazione unanime dei Cavalieri Neri, ma deve affrontare una nuova minaccia in veste di Suzaku, che torna a frequentare l'Istituto Ashford, insieme ai Knight of Rounds Gino Weinberg e Anya Alstreim, per mettere alla prova Lelouch e assicurarsi che l'amico non abbia riottenuto i suoi ricordi. Alla festa di benvenuto per Suzaku, C.C. rischia di mostrarsi in pubblico, ma Lelouch e Kallen riescono a evitarlo. Venuto in tale circostanza a conoscenza del rapporto che c'era stato tra Kaname Ōgi e Villetta, il ragazzo ricatta la donna e pone l'intera squadra segreta incaricata di monitorarlo sotto il suo controllo. Per forzare Lelouch a fare un passo falso e rivelarsi, Suzaku gli comunica la sua intenzione di diventare Knight of One e di reclamare il Giappone come suo protettorato, poi lo mette in contatto telefonico con la nuova governatrice generale dell'Area 11, che si rivela essere proprio Nunnally. |                   |                |
| Turn 6  | Operazione "attacco a sorpresa" sull'Oceano Pacifico 「太平洋奇襲作戦」 - Taiheiyō kishū sakusen | 11 maggio 2008    | 8 aprile 2010  |
| Turn 6  | Rolo usa il suo Geass per fermare il tempo per Suzaku e non farlo insospettire, mentre Lelouch ha modo di conversare brevemente con Nunnally, assicurandole che sta bene ma che al momento deve fingere di non conoscerla. Dalla telefonata il ragazzo scopre inoltre che la sorella non sa che lui è Zero. Egli ordina quindi ai Cavalieri Neri un attacco al dirigibile che la sta trasportando in Giappone al fine di catturarla. Riuscito a introdursi nella nave nemica, Zero cerca di convincere Nunnally a ribellarsi alla Britannia, che vorrebbe soltanto sfruttarla come un fantoccio, ma la ragazza afferma di essersi offerta volontaria per il ruolo di governatore generale, in modo da poter dare avvio a una nuova dominazione più rispettosa e gentile tra le parti, e intendendo anche riesumare il sogno di Euphemia Li Britannia di creare la regione ad amministrazione speciale del Giappone. Infine i due sono separati dall'intervento delle forze aeree britanne supportate dai tre Knight of Rounds, e, mentre Suzaku salva Nunnally, Zero, atterrito dal rifiuto della sorella, è costretto a ordinare la ritirata. |                   |                |
| Turn 7  | Giù la maschera 「棄てられた仮面」 - Suterareta kamen | 18 maggio 2008    | 15 aprile 2010 |
| Turn 7  | Nunnally si insedia come nuova governatrice dell'Area 11 e annuncia pubblicamente la restaurazione dell'area ad amministrazione speciale del Giappone, che tuttavia, visto l'esito della precedente, viene accolta con titubanza e contrarietà dagli eleven. Sapendo di non poter lottare contro la propria sorella e che Zero e l'Ordine dei Cavalieri Neri sono solo un ostacolo al sogno di pace di Nunnally, Lelouch sprofonda in uno stato di depressione e smarrimento, da cui però si riprende quando Kallen gli ricorda le sue responsabilità nei confronti dei suoi seguaci. In seguito il sottomarino usato come quartier generale dai Cavalieri Neri finisce sotto attacco da parte della flotta britanna guidata da Suzaku. Giunto sul campo di battaglia, Zero guida i suoi uomini alla vittoria liberando un giacimento sottomarino di gas che mette fuori gioco le navi nemiche; poi annuncia la sua intenzione di accettare la proposta della governatrice Nunnally di entrare a far parte della regione speciale insieme all'Ordine dei Cavalieri Neri. |                   |                |
| Turn 8  | Un milione di miracoli 「百万のキセキ」 - Hyakuman no kiseki | 25 maggio 2008    | 22 aprile 2010 |
| Turn 8  | Zero mette al corrente i Cavalieri Neri, Rolo e Villetta del suo piano. Fingendo di voler abbandonare i giapponesi per ottenere l'impunità, negozia con la vice di Nunnally e i Knight of Rounds di stanza nell'Area 11 di poter essere esiliato dal Paese in cambio dell'adesione di un milione di suoi sostenitori alla regione ad amministrazione speciale del Giappone. Seppur con riluttanza la sua proposta viene accolta, ma durante l'inaugurazione della zona speciale a Shizuoka, su segnale di Lelouch, i giapponesi presenti si travestono da Zero, richiedendo tutti l'esilio pacifico. Sebbene i britanni vogliano impedire con la forza l'esodo, piuttosto che rischiare di scatenare un nuovo massacro e al fine di pacificare l'Area 11, Suzaku accetta di esiliarli tutti. Intanto Nina Einstein, dopo aver lasciato l'Istituto Ashford, è entrata a far parte della divisione scientifica di Schneizel El Britannia per sviluppare una nuova superarma. |                   |                |
| Turn 9  | La sposa della Città Proibita 「朱禁城の花嫁」 - Shukinjō no hanayome | 8 giugno 2008     | 6 maggio 2010  |
| Turn 9  | I Cavalieri Neri ottengono di potersi trasferire su una piccola isola al largo delle coste della Federazione Cinese, dove riallestiscono l'equipaggiamento e discutono delle loro prossime mosse per combattere la Britannia a fronte di una situazione politica precaria. La Federazione Cinese infatti è retta de facto da una casta di burocrati, i generali eunuchi, i quali di fronte alla prospettiva di incrementare il loro potere personale e ottenere lo status di nobili britanni, accettano un matrimonio di convenienza tra l'imperatrice cinese Tianzi e il principe britanno Odysseus Eu Britannia, che consegnerebbe l'intera nazione nelle mani dell'Impero di Britannia. Lelouch spera di sabotare l'operazione tramite il Geass nel corso di un banchetto tra rappresentanti cinesi e britanni, a cui è presente anche Schneizel, ma la presenza di Suzaku e Nina gli impedisce di agire. In seguito durante il matrimonio, Xingke effettua un colpo di Stato per rovesciare gli eunuchi corrotti e salvare Tianzi; approfittando dei disordini Zero prende in ostaggio l'imperatrice. |                   |                |
| Turn 10 | Quando risplende lo Shen Hu 「神虎輝く刻」 - Shenfū kagayaku toki | 15 giugno 2008    | 6 maggio 2010  |
| Turn 10 | Zero riesce a fuggire dalla capitale con Tianzi. Disposti a tutto pur di salvare l'imperatrice, gli eunuchi propongono a Xingke un'amnistia per i suoi crimini se riuscirà a riportarla indietro tramite l'uso del knightmare frame di nuova concezione Shen Hu. Xinge attacca così i Cavalieri Neri; Kallen gli si fa incontro con il Guren, ma lo Shen Hu si rivela superiore e Xinge la cattura. Pur di salvare l'amica Lelouch ordina un attacco frontale al sopraggiunto esercito cinese, ma Xinge dimostra di essere anch'egli un brillante stratega e sfrutta il terreno di scontro a suo vantaggio per ottenere la superiorità sui Cavalieri Neri. Temendo una sconfitta, Lelouch ordina la ritirata verso il Mausoleo degli ottantotto imperatori, un luogo sacro per la Federazione che offre un buon riparo naturale. Mentre l'esercito cinese circonda il mausoleo, sopraggiungono anche le forze britanne guidate da Schneizel e dai tre Knight of Rounds; gli eunuchi ritengono di avere la vittoria in pugno e di poter fare ormai a meno di Xinge, così si scagliano anche contro di lui. |                   |                |
| Turn 11 | La forza dei sentimenti 「想いの力」 - Omoi no chikara | 22 giugno 2008    | 29 aprile 2010 |
| Turn 11 | I Cavalieri Neri devono affrontare una situazione disperata, subendo i bombardamenti e gli attacchi combinati dei più vasti eserciti cinese e britanno. Zero contatta gli eunuchi per negoziare una tregua, ma questi ammettono con sdegno di non essere interessati al bene della nazione ma solo al proprio tornaconto personale. Zero fa trasmettere allora la registrazione, scatenando rivolte in tutta la Federazione Cinese; con gli eunuchi che hanno ormai perso la loro legittimazione, Xinge assume il comando delle forze cinesi e giustizia i burocrati, mentre Schneizel preferisce ritirarsi per motivi politici, portando con sé Kallen prigioniera. Uscito vincitore, Zero stringe un'alleanza con Xinge e Tianzi. Mentre C.C. rimane nella Federazione Cinese insieme al resto dell'Ordine per cercare informazioni sul Culto, una misteriosa organizzazione di ricercatori del Geass sotto il controllo di V.V., Lelouch decide di tornare all'Istituto Ashford, dove Sayoko lo ha impersonato in sua assenza. |                   |                |
| Turn 12 | Love Attack! 「ラブアタック!」 - Rabu Atakku! | 29 giugno 2008    | 20 maggio 2010 |
| Turn 12 | Anche Cornelia Li Britannia, data per dispersa dopo la Black Rebellion, si mette sulle tracce del Culto, per poter provare al mondo intero l'esistenza del Geass e mondare così il nome della sorella Euphemia, ma viene catturata da V.V. All'Istituto Ashford Milly celebra l'ottenimento del diploma con un gioco scherzoso in cui ogni studente della scuola può diventare il ragazzo o la ragazza di un compagno semplicemente rubando il suo cappello; in aggiunta assegna una taglia a Lelouch, rendendolo l'obiettivo di gran parte della scuola. Mentre Rolo e Sayoko aiutano Lelouch a nascondersi dai suoi compagni, è proprio Shirley Fenette, ancora innamorata di lui, che si scambia il cappello col ragazzo dopo avergli dichiarato i propri sentimenti. Intanto si scopre che Jeremiah Gottwald è sopravvissuto alla caduta nell'oceano ed è stato reso ancora più potente da V.V. tramite l'aggiunta del Geass Canceller, un potere che gli permette di annullare gli effetti del Geass. Giunto in Giappone Jeremiah testa il Geass Canceller in pubblico, facendo sì che Shirley recuperi tutti i suoi ricordi. |                   |                |
| Turn 13 | L'assassino dal passato 「過去からの刺客」 - Kako kara no shikaku | 6 luglio 2008     | 27 maggio 2010 |
| Turn 13 | Jeremiah si mette sulle tracce di Lelouch nella sua veste di assassino del Culto, e, dopo essersi sbarazzato di Sayoko e Rolo, lo raggiunge alla stazione di Ikebukuro. Poiché il Geass non ha effetto sul suo avversario, Lelouch cerca di fermarlo intrappolando il suo corpo bionico; tuttavia Jeremiah rivela di essere un fervente devoto della madre di Lelouch, Marianne Vi Britannia, e di averlo cercato unicamente per offrirgli i suoi servigi nella ribellione contro la Britannia, in modo da ottenere vendetta nei confronti dei responsabili per la morte della donna. Intanto Shirley, dopo un iniziale momento di panico, fa pace coi propri ricordi e trova la forza di perdonare Lelouch. Scoperto che il suo amato è in pericolo, ella si reca a Ikebukuro, ma si imbatte prima in Rolo, giunto anch'egli sul posto per aiutare il fratello. Preoccupato dal fatto che la ragazza abbia riacquistato i propri ricordi, per proteggere se stesso e Lelouch, Rolo le spara. Nell'abbandonare l'edificio Lelouch la trova agonizzante, e Shirley muore tra le sue braccia. |                   |                |
| Turn 14 | Caccia al Geass 「ギアス狩り」 - Giasu gari | 13 luglio 2008    | 3 giugno 2010  |
| Turn 14 | Seppur affranto per la morte dell'amica, Lelouch finge di ringraziare Rolo per averlo protetto, salvo pensare a un modo per sfruttarlo ancora una volta e poi liberarsi di lui. Combinando le informazioni fornite da Rolo e Jeremiah, egli individua la base segreta del Culto e, ormai convinto che il Geass non faccia altro che portare sofferenza agli uomini, lancia un attacco con l'Ordine dei Cavalieri Neri e C.C. massacrando tutti coloro che si trovano sul luogo. V.V. riesce a contrastare gli assalitori a bordo del Siegfried, ma è infine sconfitto dagli attacchi combinati di Cornelia e Lelouch. Intanto Suzaku, sospettando che Lelouch possa essere il responsabile della morte di Shirley, decide di ricorrere al refrain per interrogare Kallen e farle rivelare tutta la verità. Mentre Lelouch si prepara a dare il colpo di grazia a V.V. viene improvvisamente risucchiato da un portale e si ritrova in una dimensione parallela chiamata Spada di Akasha, dove è suo padre l'imperatore ad accoglierlo. |                   |                |
| Turn 15 | Il mondo di C 「Cの世界」 - Shī no sekai | 20 luglio 2008    | 10 giugno 2010 |
| Turn 15 | Per non abbassarsi allo stesso livello di Zero, Suzaku rinuncia a utilizzare il refrain su Kallen. Cerca quindi indizi nell'Istituto Ashford, dove scopre che la divisione speciale è stata posta sotto il controllo del Geass, ottenendo la conferma che Lelouch è proprio Zero. Nel mentre Villetta si incontra con Ōgi, intenzionata a ucciderlo per nascondere le prove dei loro trascorsi insieme, ma l'uomo le confessa il suo amore. Nella Spada di Akasha Lelouch prova a uccidere il padre con il Geass, ma l'imperatore ha ottenuto l'immortalità dopo aver ucciso suo fratello V.V. e averne assimilato i poteri. Appare anche C.C., la quale rivela il proprio passato, l'origine del suo potere e il contenuto del patto che la lega a Lelouch, ovvero farlo crescere nel controllo del Geass fino a quando egli potrà finalmente ucciderla e prendere il suo posto come possessore immortale del Code. Per evitare di condannare il giovane al suo stesso destino, C.C. decide di farsi uccidere dall'imperatore, ma all'ultimo Lelouch la convince ad abbracciare la vita e ad affrontare il futuro insieme a lui. I due fanno ritorno al di là del portale, ma nel processo C.C. perde tutti i suoi ricordi. In Britannia, intanto, Schneizel e Nina testano con successo l'arma di distruzione di massa FLEIJA.                                                                                              |                   |                |
| Turn 16 | La prima risoluzione dell'Alleanza degli Stati Uniti 「超合集国決議第壱號」 - Chōgōshūkoku ketsugi daiichigo | 27 luglio 2008    | 17 giugno 2010 |
| Turn 16 | In seguito all'attacco al Culto, l'Ordine dei Cavalieri Neri cattura Cornelia. Approfittando dell'assenza dell'imperatore e dei rinforzi acquisiti, Zero incoraggia la creazione dell'Alleanza degli Stati Uniti, una federazione di quarantasette nazioni comprendente la Federazione Cinese, vari territori dell'Euro Universe e governi in esilio di colonie britanne, che riconosce quale sua unica forza militare l'Ordine dei Cavalieri Neri e vota come prima risoluzione la liberazione del Giappone. Per prepararsi a fronteggiare l'attacco, la Britannia trasferisce il grosso dell'esercito e i Knight of Rounds nell'Area 11; sul Lancelot viene inoltre montata una testata FLEIJA. Tuttavia l'imperatore ritorna dalla Spada di Akasha, e interrompe la cerimonia dell'Alleanza sfidando apertamente Zero a una battaglia per la supremazia del mondo. Temendo per l'incolumità della sorella, Lelouch si mette in contatto con Suzaku, ammettendo di essere Zero ma supplicandolo di proteggere Nunnally; Suzaku accetta ma a condizione che Lelouch accetti di incontrarlo da solo. |                   |                |
| Turn 17 | Il sapore della terra 「土の味」 - Tsuchi no aji | 3 agosto 2008     | 24 giugno 2010 |
| Turn 17 | Un contingente dell'Ordine dei Cavalieri Neri, guidato da Xinge, attacca la sponda settentrionale dell'arcipelago giapponese, contrastato dalle forze britanne supportate dal Knight of One Bismarck Waldstein e dal Knight of Ten Luciano Bradley. Lelouch intanto incontra Suzaku al tempio Kururugi. Nel corso di un acceso diverbio, Suzaku rinfaccia a Lelouch i suoi crimini e il britanno se li addossa tutti, anche la colpa per eventi accaduti non per sua volontà. I due riconoscono infine di non poter cambiare il passato, ma di poter solo provare a espiare i propri peccati, così Suzaku accetta di aiutare Lelouch un'ultima volta a proteggere Nunnally e a mettere fine alla guerra. Improvvisamente però Schneizel irrompe sulla scena e fa arrestare Lelouch, facendogli credere in un tradimento da parte di Suzaku. Lelouch sfrutta un Geass posto in precedenza su Guilford per evadere e, ricongiuntosi col suo esercito e disattivate le difese della capitale, lancia l'assalto agli insediamenti britanni di Tokyo. |                   |                |
| Turn 18 | Seconda battaglia decisiva a Tokyo 「第二次東京決戦」 - Dainiji Tōkyō kessen | 10 agosto 2008    | 1º luglio 2010 |
| Turn 18 | I Cavalieri Neri sfruttano il temporaneo vantaggio per attaccare con Zero, Tōdō e Jeremiah, ma non riescono a superare la difesa costituita dal Lancelot di Suzaku, che riceve inoltre l'appoggio di Gino, Anya e Bradley. Intanto un gruppo d'infiltrazione guidato da Rolo e Sayoko si introduce nel palazzo governativo per recuperare Nunnally, sebbene Rolo sia segretamente intenzionato a ucciderla perché geloso dell'affetto che Lelouch prova per lei. Qui Sayoko libera Kallen, che si precipita sul campo di battaglia a bordo del Guren. Disponendo di un mezzo potenziato dagli scienziati britanni e più potente di qualsiasi altro knightmare frame, Kallen uccide facilmente Bradley e riduce in rottami il Lancelot. Quando Suzaku sta per essere definitivamente sconfitto, il Geass di sopravvivere a qualsiasi costo ha il sopravvento, e lo porta a ricorrere al FLEIJA. La testata detona nei pressi del palazzo governativo, radendo al suolo una vasta area della città. In seguito Rolo informa Lelouch che Nunnally è morta nell'esplosione, gettando il giovane nella disperazione. |                   |                |
| Turn 19 | Tradimento 「裏切り」 - Uragiri | 17 agosto 2008    | 8 luglio 2010  |
| Turn 19 | Le due parti si accordano su un cessate il fuoco, in modo tale da permettere un incontro tra i leader delle rispettive fazioni. Zero tuttavia è troppo sconvolto per partecipare. Durante la riunione, Schneizel rivela ai Cavalieri Neri la vera identità di Zero di principe britanno, il suo potere di manipolare il prossimo tramite il Geass, e fornisce prove, confermate da Cornelia, Villetta e Ōgi, che dimostrano come il loro leader abbia sfruttato i giapponesi per i propri scopi. Sentendosi traditi, i Cavalieri Neri accettano di sbarazzarsi di Zero in cambio della restituzione del Giappone da parte della Britannia. Ormai smascherato e senza più carte da giocare, Lelouch accetta la morte, ma viene salvato all'ultimo da Rolo a bordo del Shinkiro. Utilizzando il proprio Geass, Rolo riesce a portare in salvo Lelouch, ma l'uso così prolungato del potere ne causa la morte per affaticamento cardiaco. Rimasto da solo, Lelouch si ripromette di non sprecare la vita concessagli da Rolo e di liberare il mondo da suo padre Charles. |                   |                |
| Turn 20 | L'imperatore estromesso 「皇帝失格」 - Kōtei shikkaku | 24 agosto 2008    | 15 luglio 2010 |
| Turn 20 | L'imperatore si dirige verso le rovine di Kaminejima per attivare un suo piano noto come connessione Ragnarök. Ritenendo il padre ormai troppo distaccato dalla realtà e incapace di rivestire il ruolo di imperatore e leader della Britannia, Schneizel attua un colpo di Stato. Suzaku, che dopo la detonazione del FLEIJA ha messo da parte i metodi troppo idealisti e ingenui che lo hanno contraddistinto fino a quel punto, stringe un patto con Schneizel offrendosi di assassinare l'imperatore in cambio del titolo di Knight of One. Giunto sull'isola il giovane viene però fermato da Bismarck Waldstein. Intanto la coscienza di Marianne si manifesta nel corpo di Anya e ripristina la memoria di C.C.; le due poi si recano anch'esse a Kaminejima. Lelouch nel frattempo raggiunge Charles nella Spada di Akasha. Conscio di non poter uccidere il padre con armi convenzionali o con il Geass, Lelouch distrugge il portale di accesso alla dimensione alternativa, in modo da sigillare entrambi al suo interno per l'eternità. |                   |                |
| Turn 21 | La connessione Ragnarök 「ラグナレクの接続」 - Ragunareku no setsuzoku | 31 agosto 2008    | 29 luglio 2010 |
| Turn 21 | Marianne, C.C. e Suzaku raggiungono l'imperatore e Lelouch all'interno della Spada di Akasha, che si scopre essere un inconscio collettivo di tutte le anime esistenti ed esistite, riunite a formare un'unica entità. Qui Charles e Marianne rivelano a Lelouch la verità sull'assassinio della madre, perpetrato da V.V. perché geloso della donna; Marianne era però riuscita a salvarsi trasferendo prima di morire la sua coscienza nel corpo della piccola Anya. Lelouch e Nunnally erano poi stati allontanati dalla corte per proteggerli da ritorsioni da parte di V.V. L'intenzione di Charles e Marianne è di attivare la connessione Ragnarök tramite il Code per dare avvio a un mondo nuovo, ideale, in cui non ci saranno menzogne, incomprensioni o conflitti in quanto l'umanità si troverà in uno stato di immutabile eternità. Lelouch però si oppone al loro piano di un mondo senza futuro e basato su una scelta personale imposta agli altri; utilizzando il suo Geass sulla coscienza collettiva arresta quindi la connessione Ragnarök, causando la scomparsa definitiva dei genitori. Un mese dopo, in una mossa a sorpresa attuata grazie al Geass, Lelouch si proclama nuovo imperatore di Britannia, con Suzaku al suo fianco come cavaliere personale. |                   |                |
| Turn 22 | Lelouch l'imperatore 「皇帝ルルーシュ」 - Kōtei Rurūshu | 7 settembre 2008  | 29 luglio 2010 |
| Turn 22 | L'imperatore Lelouch si rende subito autore di radicali riforme nell'Impero di Britannia, abolendo i titoli nobiliari e riconoscendo pieni diritti a tutti i coloni. I Knight of Rounds ancora fedeli a Charles lanciano un attacco per deporre il despota, ma Suzaku li sconfigge tutti grazie al nuovo Lancelot potenziato da Lloyd Asplund. Consolidata la sua posizione, Lelouch annuncia di voler entrare con la Britannia nell'Alleanza degli Stati Uniti e propone di tenere i negoziati in territorio neutro all'interno dell'Istituto Ashford. Il consiglio e l'Ordine dei Cavalieri Neri, tuttavia, temono che con l'ingresso della Britannia nella federazione, l'impero e Lelouch possano spostare a loro favore gli equilibri decisionali ottenendo di fatto il controllo su tutto il mondo. Per forzare loro la mano, Lelouch fa intervenire il Lancelot e prende in ostaggio Kaguya Sumeragi e gli altri rappresentanti del consiglio. Intanto però giunge notizia che la capitale britanna Pendragon è stata rasa al suolo dalla fortezza volante Damocles di Schneizel, il quale lancia la sua sfida a Lelouch e gli rivela che Nunnally è viva ed è passata dalla sua parte. |                   |                |
| Turn 23 | La maschera di Schneizel 「シュナイゼルの仮面」 - Shunaizeru no kamen | 14 settembre 2008 | 5 agosto 2010  |
| Turn 23 | Schneizel rivela ai confidenti più intimi il suo piano per posizionare la Damocles in modo tale da poter attaccare simultaneamente con testate FLEIJA tutti i Paesi del mondo e assicurare così il rispetto dell'ordine attraverso il terrore e la sottomissione. Lelouch intanto ha delle esitazioni a combattere contro Nunnally, ma Suzaku e C.C. lo confortano e gli fanno riacquistare la risolutezza per proseguire fino in fondo col suo piano. Sopra i cieli del Giappone le forze di Schneizel, supportate dai Cavalieri Neri e dagli ultimi Knight of Rounds, fronteggiano l'esercito di Lelouch per affrontarsi in una battaglia decisiva. Nonostante il giovane imperatore riesca a distruggere parte dell'esercito avversario tramite l'esplosione di una riserva di sakuradite nel Monte Fuji, le sorti della battaglia volgono in favore di Schneizel, in virtù di una strategia, mezzi e uomini migliori di Lelouch. Incurante degli ostaggi politici tenuti a bordo della nave ammiraglia nemica, la Avalon, Schneizel ordina inoltre di sparare diverse testate FLEIJA, che decimano le file nemiche. |                   |                |
| Turn 24 | I cieli della Damocles 「ダモクレスの空」 - Damokuresu no sora | 21 settembre 2008 | 12 agosto 2010 |
| Turn 24 | Le forze imperiali continuano a subire la martellante offensiva nemica. Mentre la Avalon viene presa d'assalto dai Cavalieri Neri nel tentativo di liberare gli ostaggi, Lelouch abbandona la nave ammiraglia e guida una sortita verso la Damocles. Schneizel, intenzionato a risolvere il conflitto una volta per tutte, ordina di fare fuoco con il FLEIJA, ma — grazie a un dispositivo messo a punto da Nina e Lloyd — Lelouch e Suzaku disinnescano la testata, e riescono a superare le difese nemiche e a introdursi nella Damocles. Per permettere a Lelouch di proseguire, Suzaku si ferma ad affrontare Gino e Kallen. Schneizel decide allora di abbandonare la fortezza volante e di autodistruggerla insieme al suo rivale, incurante di sacrificare così anche Nunnally; Lelouch tuttavia prevede le intenzioni del fratellastro, e con un inganno gli si avvicina di soppiatto e lo pone sotto il controllo del Geass, intimandogli di fermare l'autodistruzione. Poi Lelouch raggiunge Nunnally, la quale ha riacquistato la vista, detiene le chiavi della Damocles e si dichiara più decisa che mai a contrastarlo. |                   |                |
| Turn 25 | Re; | 28 settembre 2008 | 12 agosto 2010 |
| Turn 25 | Il combattimento tra Suzaku e Kallen si intensifica e culmina in uno scontro finale che rende inutilizzabile il Guren e distrugge il Lancelot. Intanto Lelouch, pur tra le proteste di Nunnally, usa il Geass per farsi consegnare dalla sorella le chiavi della Damocles; ottenuto il controllo della fortezza e di Schneizel, il giovane intima alle forze nemiche di arrendersi e, vinta la guerra, unifica il mondo sotto il suo dispotico e incontrastato dominio. Due mesi dopo, l'imperatore Lelouch presenzia all'esecuzione pubblica dei leader dell'Ordine dei Cavalieri Neri e dell'Alleanza degli Stati Uniti, quando improvvisamente appare Zero, in realtà Suzaku travestito, che lo uccide, come ultimo atto del loro piano chiamato Zero Requiem. I prigionieri vengono liberati, e il mondo, unito nell'odio comune per l'imperatore Lelouch, entra finalmente in una nuova era di pace, di ricostruzione e di speranza per il futuro. Kallen torna a condurre una normale vita da liceale, Nunnally è la nuova imperatrice di Britannia con Suzaku nei panni di Zero al suo fianco, Ōgi, ora primo ministro del Giappone, e Villetta si sono sposati e presto avranno un bambino, Jeremiah e Anya vivono in campagna coltivando arance, e la Damocles è stata distrutta. Anche C.C. comincia una nuova vita e, riferendosi a Lelouch, riflette sul fatto che il Geass non sempre porta dolore e solitudine. |                   |                |